# Gabriel Vidal Nova
Gabriel Vidal Nova (Palma, 5 d'octubre de 1969) és un exfutbolista mallorquí, que ocupava la posició de migcampista.

## Trajectòria
Va ser una de les més fermes promeses del RCD Mallorca de finals de la dècada dels vuitanta i principis dels noranta. Després de passar pel filial mallorquí, debuta amb el primer equip a la temporada 88/89, amb els illencs a Segona Divisió. Hi disputa 15 partits i marca un gol.
El 1989, el Mallorca puja a primera divisió, on romandrà tres temporades. En aquest període, el migcampista és suplent, tot i que gaudeix de minuts. De nou a Segona Divisió el 1992, el palmesà milita durant quatre campanyes més, alternant la titularitat i la suplència. Finalment, a l'estiu de 1996 deixa el club balear per fitxar pel CD Leganés. En total, havia sumat 67 partits de primera divisió i 116 a Segona, marcant 8 gols.
Milita dues temporades amb el Leganés a Segona abans de passar al conjunt veí, el Getafe CF, el 1998. En ambdós conjunts no acabaria de consolidar-se com a titular, encara que és emprat habitualment com a jugador de refresc.
L'estiu del 2001 fitxa pel Ciudad de Murcia, de Segona B. A partir d'aquest moment, la seua carrera prossegueix per divisions més modestes: Granada CF (02/03) i Atlètic Balears, on es retira el 2004.

## Selecció espanyola
Vidal va ser internacional amb seleccions inferiors espanyoles. Amb la sub-16 va guanyar l'Europeu de 1986, mentre que amb la selecció olímpica hi va ser medalla d'or als Jocs Olímpics de Barcelona 1992.